# Lafer! Lichter! Lecker!

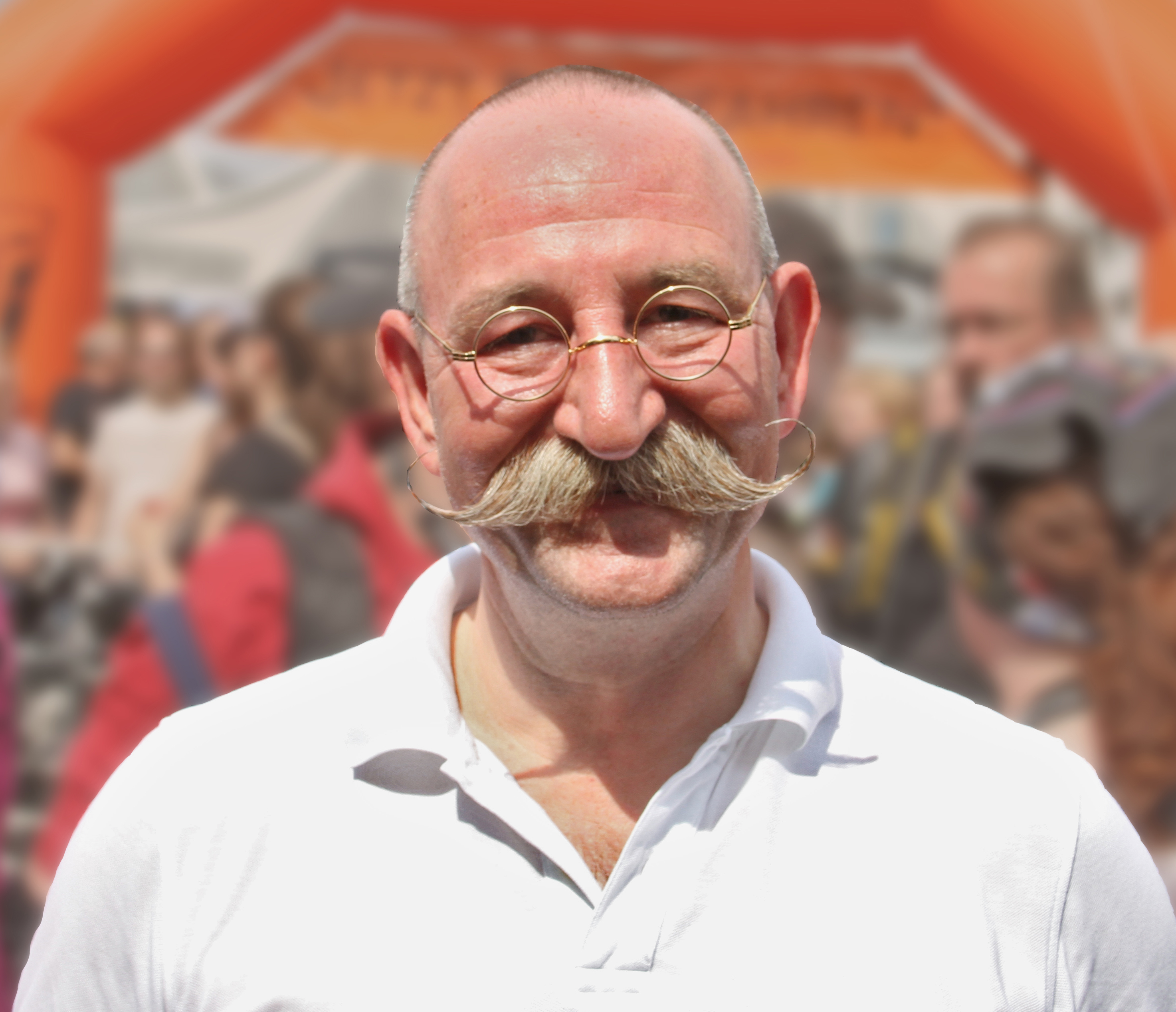
Die Moderatoren Horst Lichter…

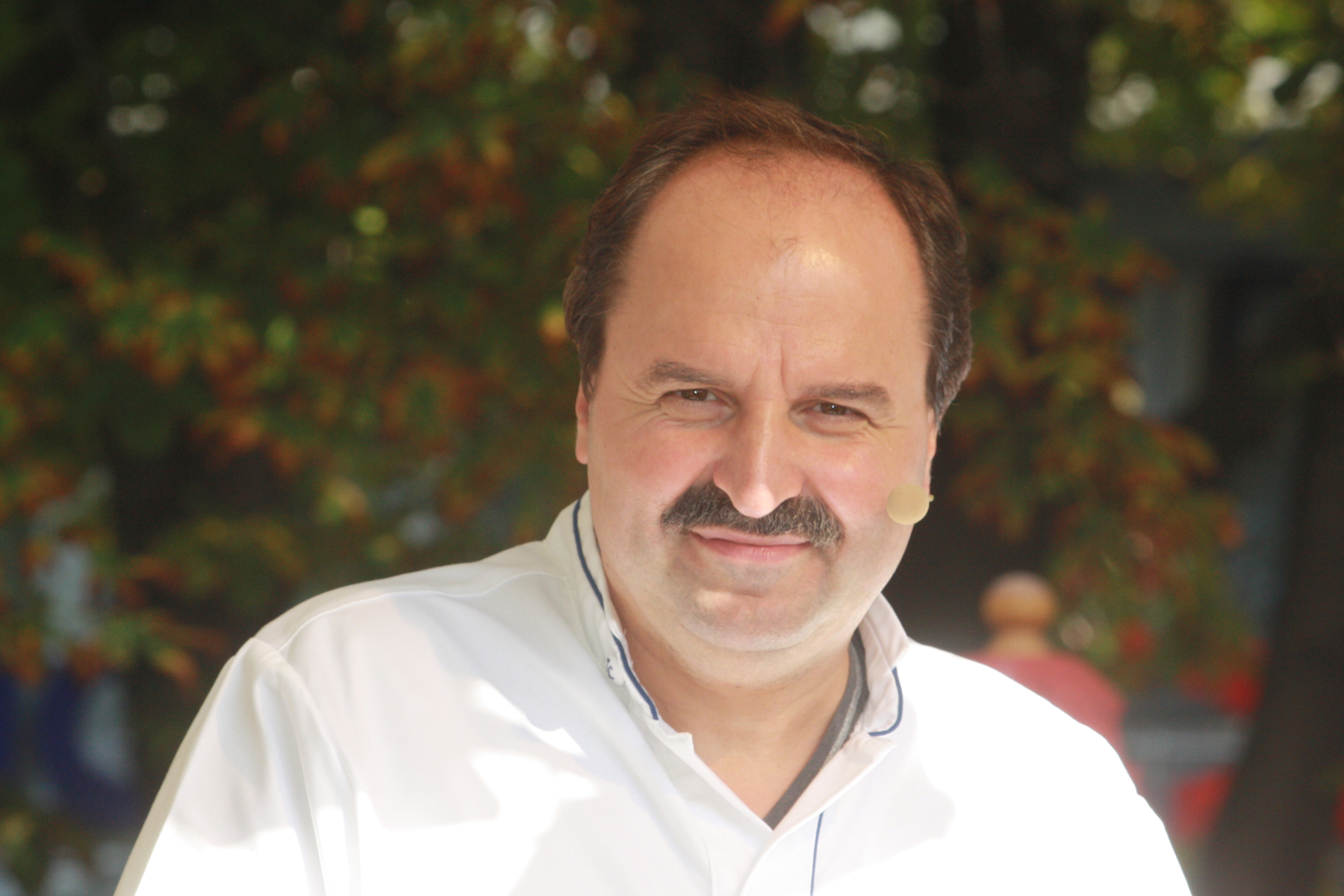
… und Johann Lafer

Lafer! Lichter! Lecker! war eine Talk- und Kochsendung, die vom 9. Dezember 2006 bis zum 25. März 2017 im ZDF ausgestrahlt wurde. Produziert wurde die Sendung im Studio Stahltwiete in Hamburg-Altona. Die Moderatoren der Sendung waren die Köche Johann Lafer und Horst Lichter.

## Konzept
Die 45-minütige Sendung wurde samstags ab 16:15 Uhr im ZDF ausgestrahlt (ursprünglich 15:30 Uhr). Wiederholungen gab es mitunter von Montag bis Freitag ab 14:15 Uhr. Seit dem 2. November 2009 wiederholt ZDFneo die Folgen in ihrem Vormittagsprogramm. In der Sendung kochten und unterhielten Lafer und Lichter, die in der Freitagsausgabe von Johannes B. Kerner bzw. bei Lanz kocht! bereits häufiger miteinander gekocht hatten, sich mit zwei prominenten Gästen. Das Studio war optisch in zwei Teile geteilt, die den Küchenphilosophien des jeweiligen Gastgebers entsprechen sollten. Gemäß dem aufgebauten Image der jeweiligen Gastgeber kochte Lichter mit seinem Gast eher bodenständige Hausmannskost, während Lafer und sein Gast raffiniertere Gerichte der gehobenen Küche zubereiteten. Das Sendungskonzept entwickelte Markus Heidemanns, Geschäftspartner von Johannes B. Kerner und Markus Lanz. Produziert wurde die Sendung von der Produktionsfirma Fernsehmacher.
Die erste Folge wurde am 9. Dezember 2006 ausgestrahlt. Die ersten drei Folgen erzielten jeweils einen Marktanteil von ca. zehn Prozent. 
Die Sendung wurde 2007 mit dem Negativpreis „Saure Gurke“ des Medienfrauentreffens ausgezeichnet. In der Begründung heißt es, der „Stammtisch mit seiner klaren Rollenzuteilung“ habe durch die Sendung „ein neues Zuhause in der Küche gefunden“. Weibliche Gäste wurden unter anderem als „Täubchen an seiner Seite“ oder „nougatgefüllte Marzipanpralinen auf zwei Beinen“ bezeichnet.
Am 25. September 2010 wurde die 150. Folge der Sendung ausgestrahlt. Zu Gast in der Jubiläumsfolge waren Kim Fisher und Herbert Feuerstein. Der Sänger Semino Rossi nahm als Überraschungsgast teil. Am 10. Dezember 2011 nahmen zum fünfjährigen Jubiläum der Sendung die beiden Ehefrauen der Köche als Gäste teil. Die Gastronominnen Silvia Lafer und Nada Lichter kochten jeweils die Lieblingsgerichte ihrer Ehemänner. Als Überraschungsgast trat Karl Dall auf und Frank Elstner war am Telefon.
Ab dem 3. Mai 2013 hatte die Sendung zeitweilig als Wiederholung einen zweiten Sendeplatz im ZDF. Dieser lag auf dem ehemaligen Sendeplatz von Lanz kocht!, freitags um 23:30 Uhr, man zeigte eine Wiederholung der Sendung des vorausgegangenen Samstages. Nach nur drei Ausstrahlungen wurde die Wiederholung am Freitagabend aufgrund schlechter Einschaltquoten wieder aus dem Programm gestrichen.
Zum siebenjährigen Jubiläum der Sendung Ende 2013 wurden die Studioküchen neu gestaltet. Zuerst zu sehen waren sie am 26. Oktober 2013 mit den Gästen Franziska van Almsick und Jean Pütz.
Am 10. Dezember 2015 wurde bekannt, dass die Sendung mit der zehnten Staffel eingestellt wird. Dies haben Horst Lichter und Johann Lafer zusammen mit dem ZDF entschieden. Die zehnte und letzte Staffel begann am 9. Januar 2016 und umfasste 25 Folgen. In der letzten Sendung am 25. März 2017 ließen sich Johann Lafer und Horst Lichter von ihren ehemaligen Gästen Kim Fisher, Katerina Jacob, Steffen Hallaschka und Thomas Anders bekochen. Unterstützt wurden die Prominenten vom Koch Daniel Lecker.

## Galerie

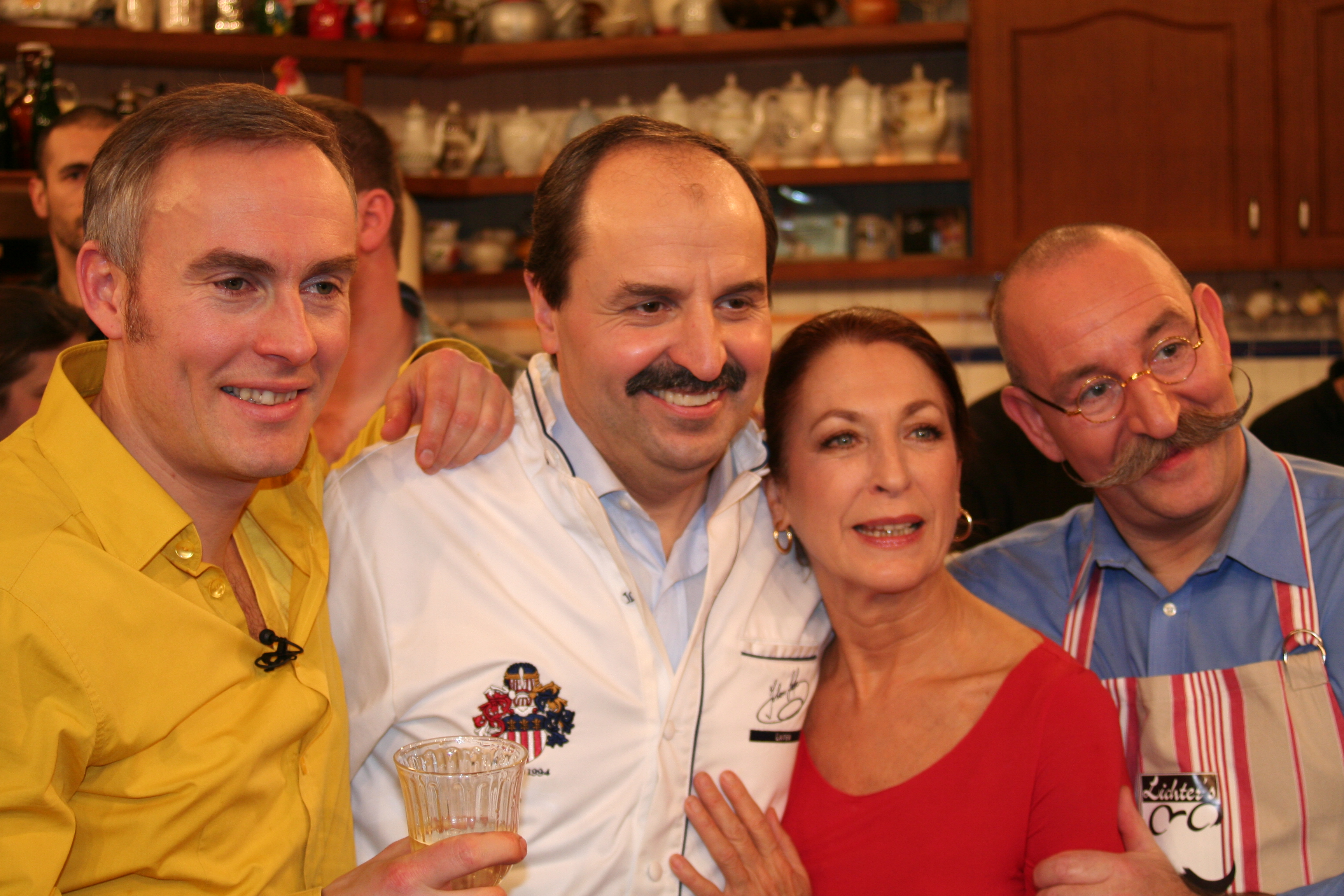
Johann König und Daniela Ziegler zu Gast bei Lafer! Lichter! Lecker!
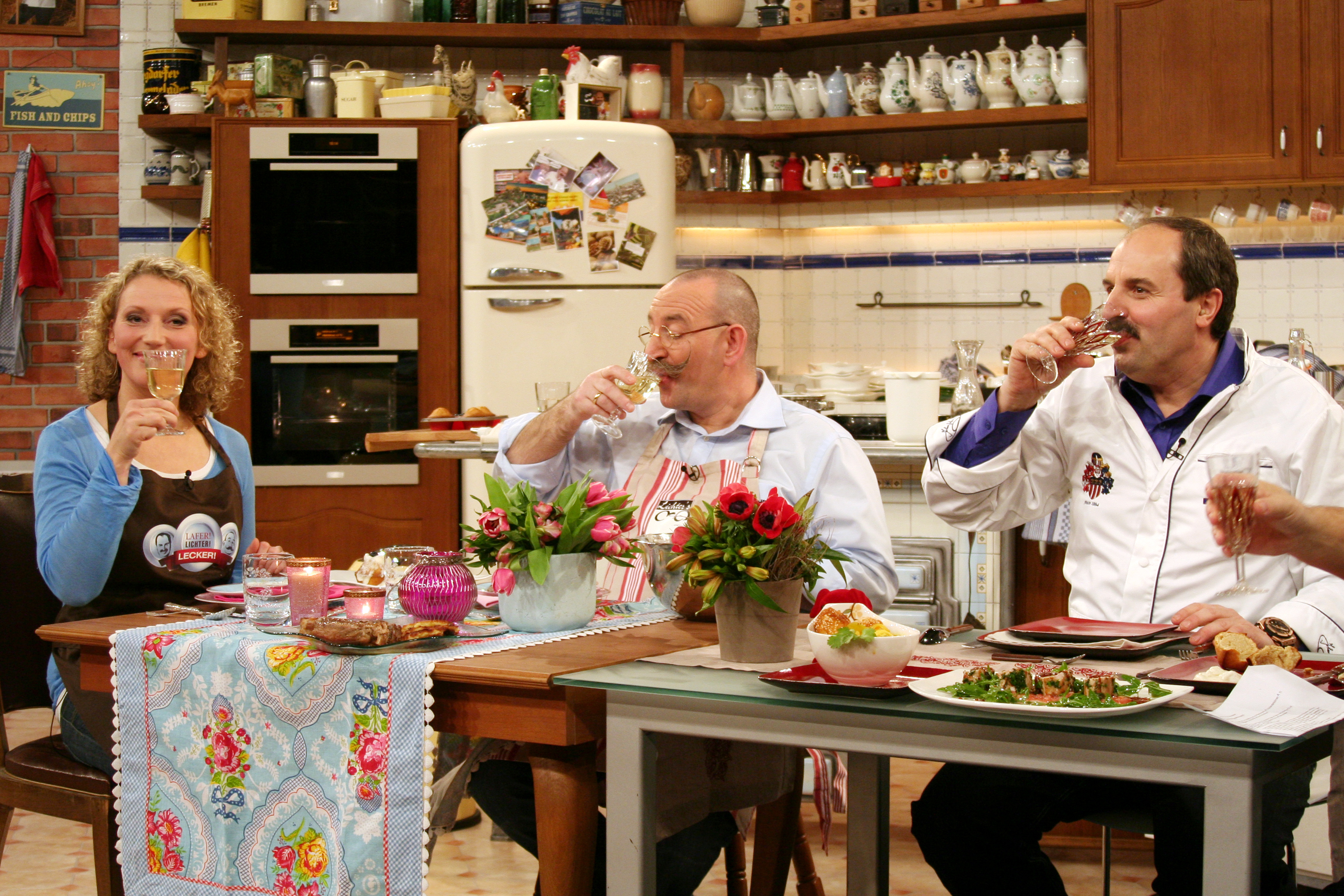
Julia Westlake in der Sendung vom 24. April 2010
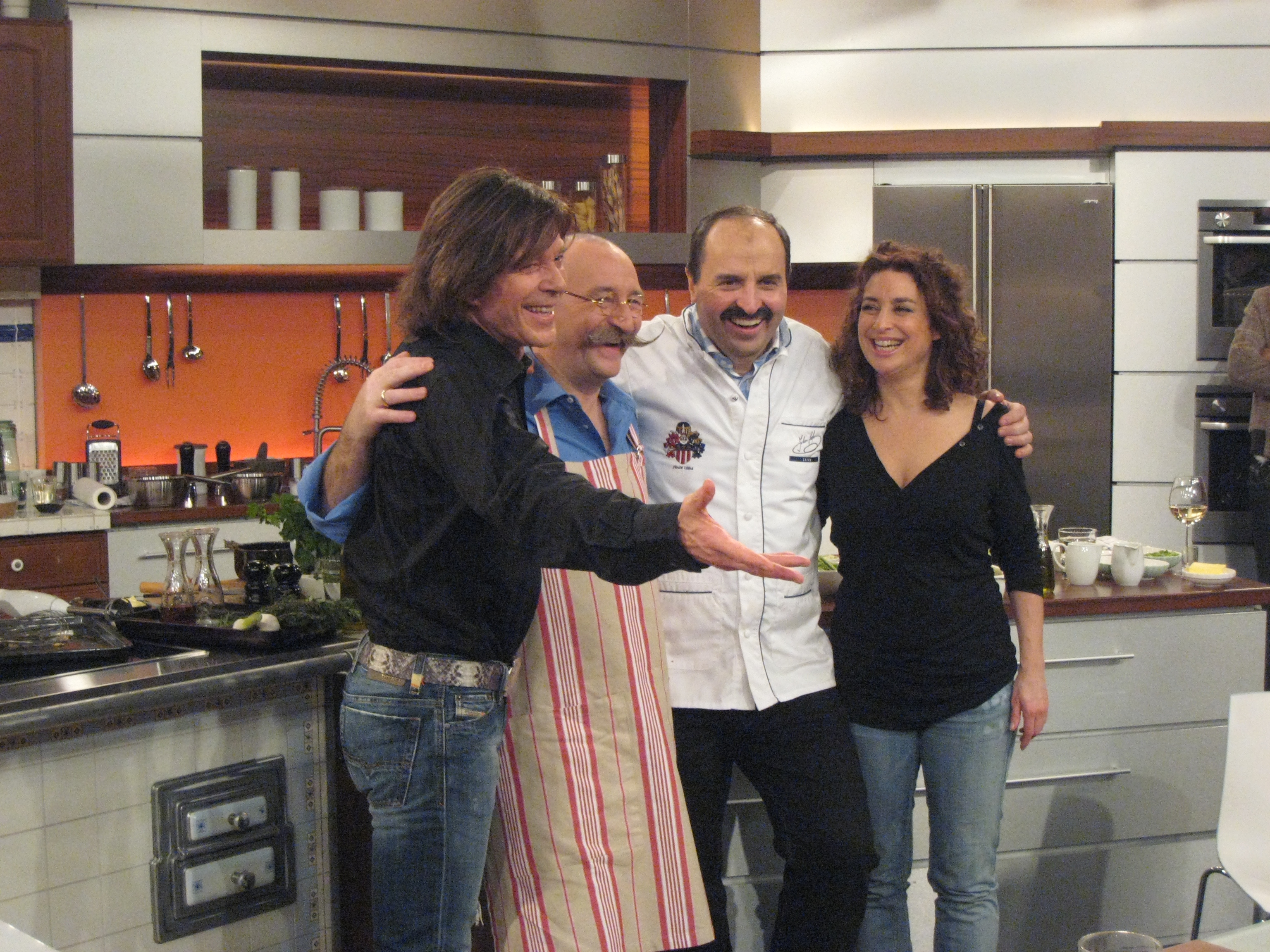
Jürgen Drews und Isabel Varell in der Sendung vom 10. April 2010